# Elizabeth Mrema
Elizabeth Maruma Mrema é uma advogada e líder em biodiversidade da Tanzânia, actualmente em Montreal, Canadá, nomeada secretária executiva da Convenção das Nações Unidas sobre Diversidade Biológica (CDB) em 2020. Ela é a primeira mulher africana a ocupar esse cargo. Anteriormente ela ocupou vários cargos de liderança no Programa das Nações Unidas para o Meio Ambiente.

## Educação
Mrema obteve um Bacharelato em Direito pela Universidade de Dar-es-Salaam da Tanzânia, seguido por um Mestrado em Direito pela Universidade Dalhousie em Halifax, Canadá e um Diploma de Pós-Graduação em Relações Internacionais e Diplomacia do Centro de Relações Exteriores e Diplomacia em Dar-es-Salaam, Tanzânia.

## Carreira
Antes de começar a trabalhar com o PNUMA, Mrema trabalhou para o Ministério de Relações Externas e Cooperação Internacional da Tanzânia, servindo como Conselheira/Conselheira Jurídica Sénior. Ela também leccionou em Direito Internacional Público e Diplomacia de Conferências no Centro de Relações Externas e Diplomacia da Tanzânia.
De 2009 a 2012 trabalhou em organizações sediadas em Bonn, na Alemanha. Em 2009 foi nomeada Secretária Executiva Interina do PNUMA/ASCOBANS (Acordo sobre a Conservação de Pequenos Cetáceos do Báltico, Atlântico Nordeste, Mar da Irlanda e Mar do Norte), Secretária Executiva do PNUMA/Secretariado da Convenção sobre a Conservação de Espécies Migratórias de Animais Silvestres (CMS) e Secretária Executiva Interina do Acordo PNUMA/Gorila.
A partir de 2012 ela vem servindo como Directora Adjunta da Divisão de Ecossistemas do Programa das Nações Unidas para o Meio Ambiente (PNUMA). Nessa posição, ela foi encarregue de supervisionar a coordenação, as operações e a entrega do programa da organização. Ela foi então nomeada Directora da Divisão de Direito do Programa das Nações Unidas para o Meio Ambiente (PNUMA) em junho de 2014. Em 2018, ela também serviu como Directora Interina da Divisão de Serviços Corporativos. Em novembro de 2019, Mrema ocupou um cargo interino como Directora Responsável pela Secretaria da CBD. A partir de dezembro de 2019, ela serviu como Secretária Executiva Interina do Secretariado da Convenção das Nações Unidas sobre Diversidade Biológica (CDB). Em julho de 2020, foi anunciado que ela seria nomeada para o cargo de Secretária Executiva.
Elizabeth Maruma Mrema foi Directora da Divisão Jurídica e trabalhou com o PNUMA por mais de duas décadas.

## Outros trabalhos
Além de cargos de liderança, Mrema trabalha como professora pro bono na Universidade de Nairobi - Faculdade de Direito, e já leccionou pro bono na International Development Law Organization (IDLO), em Roma, na Itália.
Ela publicou vários artigos sobre direito ambiental internacional e desenvolveu manuais e directrizes influentes para acordos ambientais multilaterais, bem como outros tópicos sobre direito ambiental.

## Honras e prémios
Em 2007 ela recebeu o primeiro prémio de Melhor Gerente do Ano em todo o PNUMA (o Prémio da Equipa Baobab do PNUMA) "pelo desempenho e dedicação excepcionais para alcançar as metas do PNUMA".
Em 2021 a Comissão Mundial de Direito Ambiental da IUCN (WCEL), em colaboração com o Programa das Nações Unidas para o Meio Ambiente (PNUMA), concedeu a Elizabeth o Prémio Nicholas Robinson de Excelência em Direito Ambiental.